# 佐々城信子

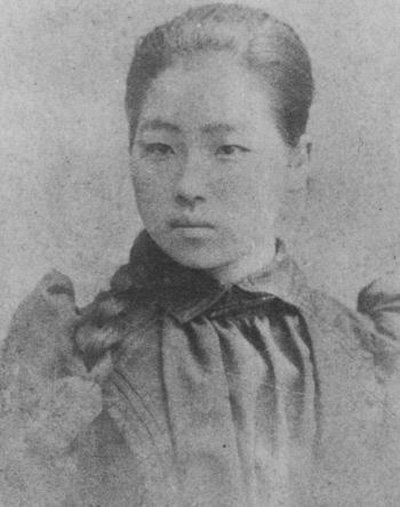
佐々城信子

佐々城 信子（ささき のぶこ、1878年〈明治11年〉7月20日 - 1949年〈昭和24年〉9月22日）は、明治から昭和時代にかけての女性。国木田独歩の最初の妻。有島武郎『或る女』のモデル。

## 生涯
医師・伊東友賢（のち佐々城本支）と星艶（のち佐々城豊寿）の間の私生児として生まれる。相馬黒光は従妹。
青山女学校に学ぶ。神戸女学院にも一時期のみ通い、岡田美知代と面識があった。1895年（明治28年）、日本キリスト教婦人矯風会の主力メンバーであった母親が自宅で日清戦争の従軍記者を招いた晩餐会を開催したのをきっかけに、『国民新聞』紙上での従軍記『愛弟通信』で少し知られた国木田独歩に恋されて駆落ち同然に結ばれるが、独歩の貧困に耐えかねて、結婚後わずか5か月で出奔。離婚後の1897年（明治30年）、独歩の子・浦子を出産、父の娘として入籍された浦子は生後3週間で里子に出す。
1901年（明治34年）父・本支が急死すると、農務省の農業練習生として米国留学中だった森広との結婚のため鎌倉丸に乗るが、船の事務長で妻子もある武井勘三郎と恋に落ち、シアトルへ到着後、そのまま同船で帰国、事件は「鎌倉丸の艶聞」として「報知新聞」に連載され、独歩はこれによって、信子が自分の子を産んでいたことを初めて知る。
帰国後は武井と佐世保で旅館を経営し、そののち東京に戻って一女をもうける。1921年（大正10年）に武井が亡くなったあとは、妹の看病のために栃木県真岡市に移り、第二次世界大戦中も日曜学校を開き、71歳で亡くなるまで静かに暮らした。真岡時代に一時暮らしていた建物が、岡部記念館「金鈴荘」として現存する。墓所は真岡市海潮寺。
1902年（明治35年）に鎌倉で信子の姿を見かけた独歩は短篇「鎌倉夫人」にそのことを描く。独歩死去後公刊された『欺かざるの記』には、信子との恋の経緯が詳しく書かれていたが、実際には、結婚に際し独歩は策を弄し、嫉妬から信子の外出を禁じ、一銭一厘にいたるまで支出を管理するという一方的なものだった。森広の友人だった有島武郎は、1911年（明治44年）から『白樺』に、信子をモデルとした「或る女のグリンプス」を連載し、後半を書き下ろして『或る女』として1918年（大正7年）に刊行、ヒロイン早月葉子が死んでしまう結末にした。信子は有島に抗議に行こうと思っていたが、1923年（大正12年）、有島は情死してしまう。